# Anica in zajček
Anica in zajček je realistična pripoved iz zbirke desetih knjig Anica, katere avtorica je Desa Muck. Knjiga je izšla leta 2001. Celotno serijo knjig je ilustrirala Ana Košir.

## Kratek povzetek
Anica Pivnik je šestletna deklica, ki si nadvse želi za svojega hišnega ljubljenca zajca. Mamo uspe prepričati v nakup zajca. Poimenuje ga Puhi. 
Puhi kmalu zboli in zato ga odpeljejo k veterinarju. Slednji družini pove, da ima Puhi nevarno in nalezljivo zajčjo bolezen. Anica kljub dejstvu, da je le malo možnosti, da Puhi okreva, vnovič prepriča mamo in tako se odločijo za zdravljenje. Vendar pa zajec že naslednji dan pogine. Anico smrt njenega ljubljenca močno potre.
Naslednji dan, na poti iz šole Anica pripoveduje Jakobu o tem, kako jo nihče ne razume. V trenutku se Anica spomni, da je Jakob doživel še hujšo izgubo, saj mu je umrla mama. 
Na božični večer se Anica zopet užalosti zaradi izgube Puhija, zato mu napiše pismo. Učiteljica v šoli to pismo pohvali, kasneje pa ga objavijo tudi v šolskem časopisu. Anica ugotovi, da je imela mama prav, saj je iz dneva v dan manj žalostna, prepričana pa je, da ne bo Puhija nikoli pozabila.

## Anica
Glavna književna oseba pripovedi je Anica Pivnik. Stara je osem let in hodi v drugi razred. Je zelo navihana deklica, ki s svojimi domiselnimi izjavami večkrat preseneča. Je iznajdljiva, ve namreč kako mora reagirati v določeni situaciji, da jo bo obrnila sebi v prid. 
Živi skupaj z očetom, mamo in sestro Mojco. S slednjo se pogosto prereka, saj je le-ta starejša od nje in mišljenja, da ima vedno prav. Anica ji kljub občasnim prepirom dovoli, da pestuje Puhija, saj ji daje to početje občutek dobrosrčnosti in plemenitosti. 
Najbolje pa se Anica razume s svojim, leto mlajšim, prijateljem Jakobom. Z njim se tudi pogovarja, zaupa mu svoje občutke ob izgubi. 
Anica se s časom sprijazni s smrtjo Puhija. Zaveda se, da se ga bo vedno spominjala.

## Analiza
Anica in zajček je mladinska realistična pripoved, ki govori o izgubi hišnega ljubljenca in sprejemanju izgube. Avtorica v delu, preko smrti hišnega ljubljenca predstavi glavne faze žalovanja, kot so nesprejemanje izgube, žalovanje ob izgubi ter resignacija. Takoj po tem, ko Puhi umre, se Anica z izgubo ne more sprijazniti. Je še otrok, zato je taka izguba zanjo še bolj pretresljiva in nesprejemljiva. Vsako tolažbo s strani staršev dojema kot nesmiselno in celo absurdno. Anica svoje občutke nato zaupa prijatelju Jakobu. Med pogovorom zopet zasledimo motiv smrti, ki govori o izgubi bližnje osebe, Jakobove mame. Zgodba se odvija v zimskem času. Avtorica dogajalni čas poveže z glavno tematiko v delu, saj zima sibmolizira smrt.
Avtorica otrokom sporoča, da je življenje minljivo in da oseba vedno živi v našem spominu. 
Dogajalni prostor: večinoma Aničin dom, tudi trgovina z živalmi, pri veterinarju, šola in pot iz šole
Dogajalni čas: zima
Zasnova zgodbe je nakup hišnega ljubljenčka, zajca Puhija.
Zaplet pripovedi je nevarna zajčja bolezen, obisk pri veterinarju.
Vrh predstavlja nenadna smrt Puhija.
Razplet zgodbe je pogovor z Jakobom o Puhiju in smrti Jakobove mame, o njegovih občutkih, ki so bili takrat prisotni.
Razsnova pa je Aničino pismo zajcu, ki ga tudi objavijo v šolskem časopisu ter Aničina zagotovitev, da Puhija ne bo mogla nikoli pozabiti. 